# طبقه جهانی
طبقه جهانی (به انگلیسی: Universal class) مقوله‌ای برگرفته از فلسفه گئورگ ویلهلم فریدریش هگل (۲۷ اوت ۱۷۷۰-۱۴ نوامبر ۱۸۳۱) فیلسوف بزرگ آلمانی است که توسط کارل مارکس (۵ مه ۱۸۱۸–۱۴ مارس ۱۸۸۳) فیلسوف، اقتصاددان، تاریخ‌نگار، جامعه‌شناس، نظریه‌پرداز سیاسی، روزنامه‌نگار و سوسیالیست انقلابی آلمانی بازتعریف و رایج شده‌است. در مارکسیسم، طبقه‌ای از مردم جامعه طبقاتی را نشان می‌دهد که در آن، در نقطه‌ای معین از تاریخ، کنش منفعت‌طلبانه با نیازهای کل بشریت منطبق است.

## هگل
هگل باورمند بود تاریخ جنبشی است که به سوی تحقق «آزادی» گرایش دارد (اگرچه بحث‌های بسیاری در این مورد وجود دارد که دقیقاً منظور هگل از آزادی چیست) که در لحظه تاریخی، جامعه خود را آغازگر یا نماینده آغاز آن می‌دانست. برای هگل، تقسیم‌بندی‌ها و درگیری‌های بین مردم ظاهر بیرونی تنش‌های درونی بود که باعث رشد روح می‌شد. تضاد و حل آن چرخ جغجغه بود که با آن پیشرفت انسان به‌طور پیوسته به جلو سوق داده شد. او زمانی ناپلئون بناپارت مشهور را به عنوان «روح جهانی سوار بر اسب» توصیف کرد. بر این اساس: با رسیدن به پایان تاریخ، این تقسیم‌بندی‌ها باید توسط «طبقه جهانی» جدید دولت دیوان‌سالار آشتی داده می‌شد که در همه حال برای آشتی تضاد منافع اقدام و تنها در راستای منافع کل جامعه عمل می‌کردند. او همچنین به طبقه جهانی به عنوان یک محصول نهایی باور داشت.

## مطالعه بیشتر
- تحلیل فوری مارکس از ناآرامی در فرانسه، ۱۸۴۸-۱۸۵۰
- هجدهمین برومر لوئی ناپلئون، مارکس، ۱۸۵۲
- جنگ داخلی در فرانسه، مارکس، ۱۸۷۱